# Leichtathletik-Europameisterschaften 1982/Weitsprung der Frauen

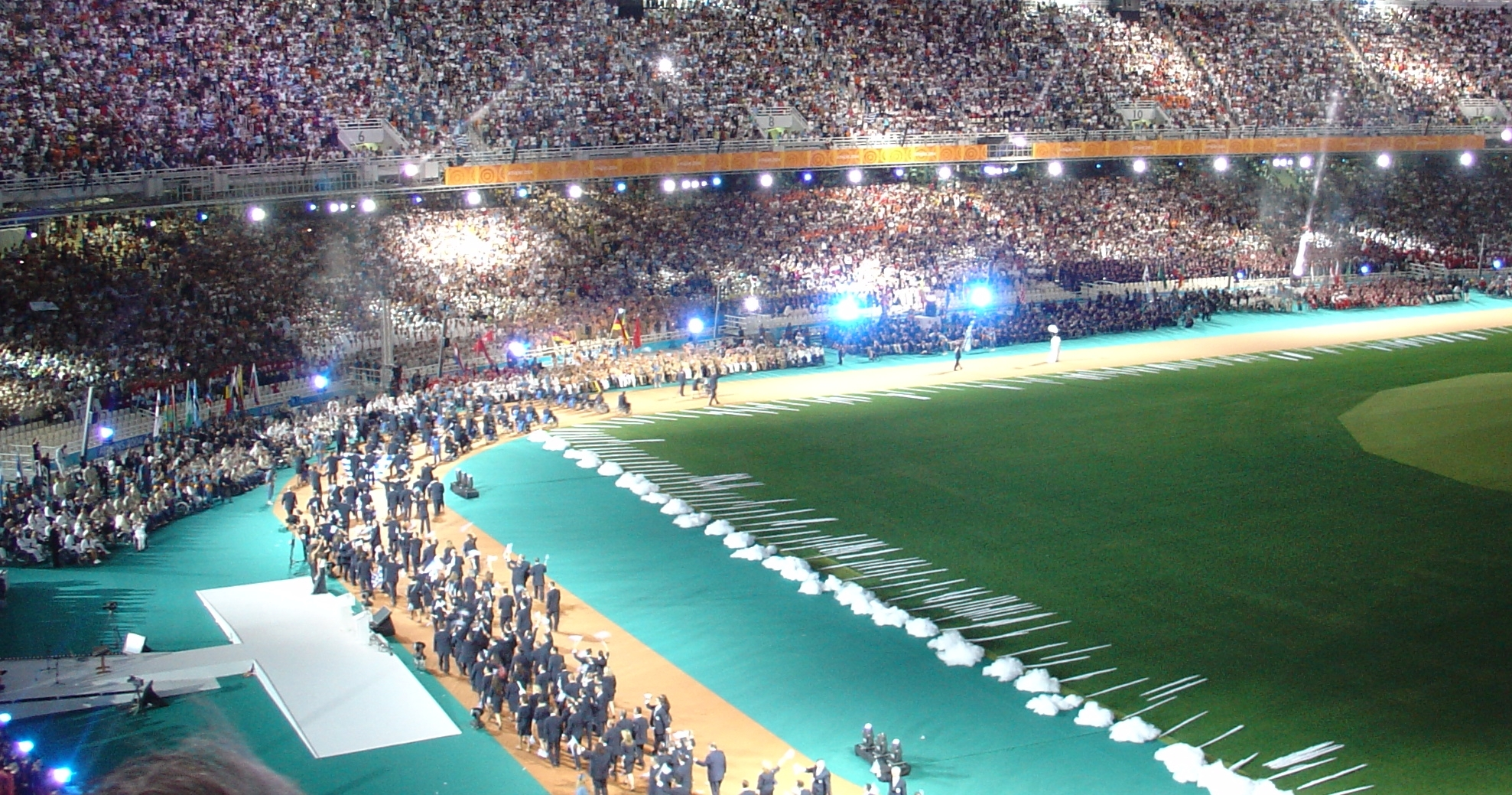
Das Athener Olympiastadion bei der Eröffnung der Paralympics 2004

Der Weitsprung der Frauen bei den Leichtathletik-Europameisterschaften 1982 wurde am 6. und 7. September 1982 im Olympiastadion von Athen ausgetragen.
In diesem Wettbewerb gab es einen Doppelsieg der rumänischen Weitspringerinnen. Europameisterin wurde die Weltrekordinhaberin Vali Ionescu. Den zweiten Platz belegte Anișoara Cușmir, spätere Anișoara Stanciu. Bronze ging an Jelena Iwanowa aus der UdSSR.

## Bestehende Rekorde
| Weltrekord           | 7,20 m | Vali Ionescu       | Bukarest, Rumänien        | 1. August 1982  |
| Europarekord         | 7,20 m | Vali Ionescu       | Bukarest, Rumänien        | 1. August 1982  |
| Meisterschaftsrekord | 7,09 m | Vilma Bardauskienė | EM Prag, Tschechoslowakei | 29. August 1978 |

Der bestehende EM-Rekord wurde bei diesen Europameisterschaften nicht erreicht. Die größte Weite erzielte die rumänische Europameisterin Vali Ionescu im Finale mit 6,78 m bei einem Gegenwind von 0,3 m/s, womit sie 31 Zentimeter unter dem Rekord blieb. Zum Welt- und Europarekord fehlten ihr 42 Zentimeter.

## Windbedingungen
In den folgenden Ergebnisübersichten sind die Windbedingungen zu den jeweils besten Sprüngen benannt. Der erlaubte Grenzwert liegt bei zwei Metern pro Sekunde. Bei stärkerer Windunterstützung wird die Weite für den Wettkampf gewertet, findet jedoch keinen Eingang in Rekord- und Bestenlisten.

## Qualifikation
6. September 1982
21 Wettbewerberinnen traten in zwei Gruppen zur Qualifikationsrunde an. Vier von ihnen (hellblau unterlegt) übertrafen die Qualifikationsweite für den direkten Finaleinzug von 6,60 m. Damit war die Mindestzahl von zwölf Finalteilnehmerinnen nicht erreicht. Das Finalfeld wurde mit den acht nächstplatzierten Sportlerinnen (hellgrün unterlegt) auf zwölf Springerinnen aufgefüllt. So reichten für die Finalteilnahme schließlich 6,45 m.

### Gruppe A
| Platz | Name               | Nation           | Weite (m) | Wind (m/s) |
| ----- | ------------------ | ---------------- | --------- | ---------- |
| 1     | Heike Daute        | DDR              | 6,77      | +0,9       |
| 2     | Anișoara Cușmir    | Rumänien         | 6,62      | −0,7       |
| 3     | Jarmila Strejcková | Tschechoslowakei | 6,54      | +0,5       |
| 4     | Irena Duknowitsch  | Sowjetunion      | 6,52      | +0,8       |
| 5     | Christine Schima   | DDR              | 6,46      | −0,6       |
| 6     | Karin Antretter    | BR Deutschland   | 6,45      | +0,9       |
| 7     | Swetlana Zorina    | Sowjetunion      | 6,35      | −0,8       |
| 8     | Dorthe Rasmussen   | Dänemark         | 6,18      | −0,9       |
| 9     | Snežana Dančetović | Jugoslawien      | 6,16      | +0,5       |
| 10    | Lena Wallin        | Schweden         | 5,75      | −0,4       |

### Gruppe B
| Platz | Name                | Nation           | Weite (m) | Wind (m/s) |
| ----- | ------------------- | ---------------- | --------- | ---------- |
| 1     | Sabine Everts       | BR Deutschland   | 6,68      | +0,5       |
| 2     | Brigitte Wujak      | DDR              | 6,67      | +0,3       |
| 3     | Vali Ionescu        | Rumänien         | 6,58      | +1,1       |
| 4     | Jelena Iwanowa      | Sowjetunion      | 6,55      | +1.8       |
| 5     | Zsusza Vanyek       | Ungarn           | 6,51      | +2,2       |
| 6     | Anna Włodarczyk     | Polen            | 6,47      | +0,6       |
| 7     | Maroula Lambrou     | Griechenland     | 6,38      | +1,2       |
| 8     | Ludmila Jimramovská | Tschechoslowakei | 6,33      | −0,1       |
| 9     | Gina Ghioroaie      | Rumänien         | 6,30      | +1,1       |
| 10    | Anne Kyllönen       | Finnland         | 6,28      | +0,8       |
| 11    | Eva Murková         | Tschechoslowakei | 6,25      | +0,4       |

## Finale
7. September 1982
| Platz | Name               | Nation           | Weite (m) | Wind (m/s) |
| ----- | ------------------ | ---------------- | --------- | ---------- |
| 1     | Vali Ionescu       | Rumänien         | 6,79      | −0,3       |
| 2     | Anișoara Cușmir    | Rumänien         | 6,73      | +0,2       |
| 3     | Jelena Iwanowa     | Sowjetunion      | 6,73      | +1,1       |
| 4     | Heike Daute        | DDR              | 6,71      | +0,4       |
| 5     | Anna Włodarczyk    | Polen            | 6,69      | +1,1       |
| 6     | Sabine Everts      | BR Deutschland   | 6,65      | +0,3       |
| 7     | Christine Schima   | DDR              | 6,64      | +0,4       |
| 8     | Karin Antretter    | BR Deutschland   | 6,55      | +0,8       |
| 9     | Zsusza Vanyek      | Ungarn           | 6,52      | −0,2       |
| 10    | Brigitte Wujak     | DDR              | 6,47      | −1,0       |
| 11    | Jarmila Strejcková | Tschechoslowakei | 6,43      | −0,2       |
| 12    | Irena Duknowitsch  | Sowjetunion      | 6,33      | +0,2       |

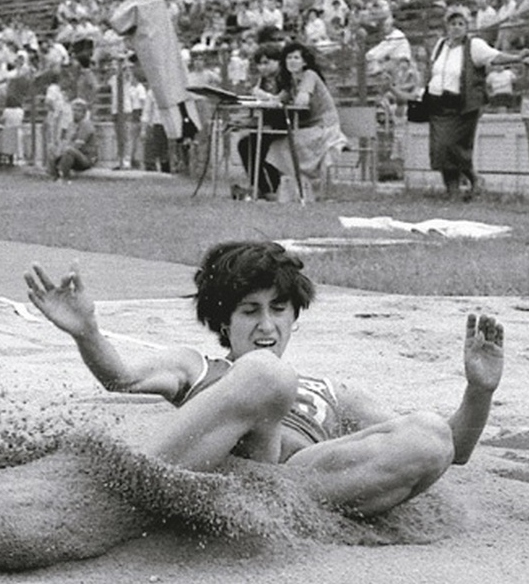
Europameisterin Vali Ionescu, einen Monat zuvor war sie Weltrekord gesprungen

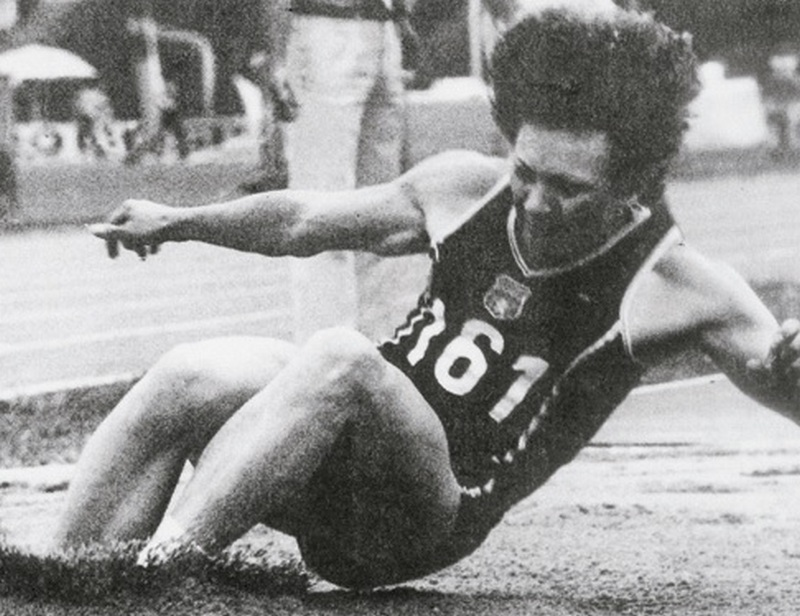
Vizeeuropameisterin Anișoara Cușmir – im Jahr darauf eroberte sie den Weltrekord und wurde Vizeweltmeisterin, als Anișoara Stanciu errang sie 1984 die olympische Goldmedaille
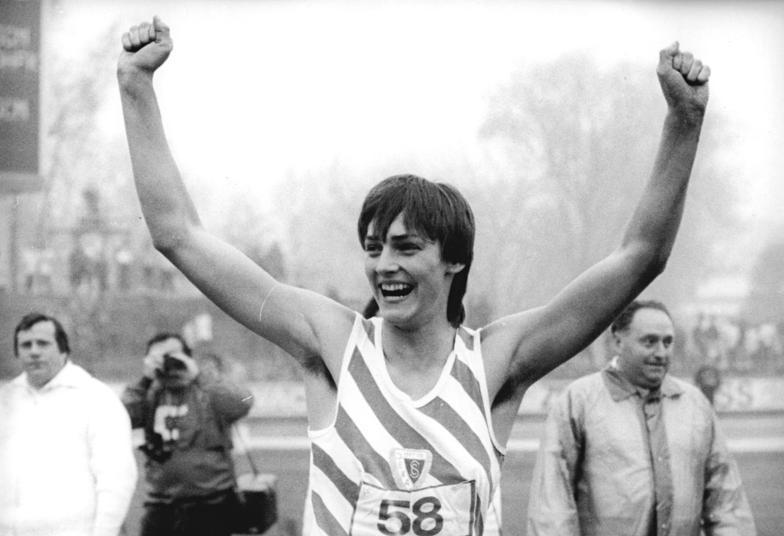
Heike Daute belegte Rang vier – sie wurde unter ihrem Namen Heike Drechsler mit je zwei Olympiasiegen, WM- und EM-Titeln eine der besten Weitspringerinnen überhaupt
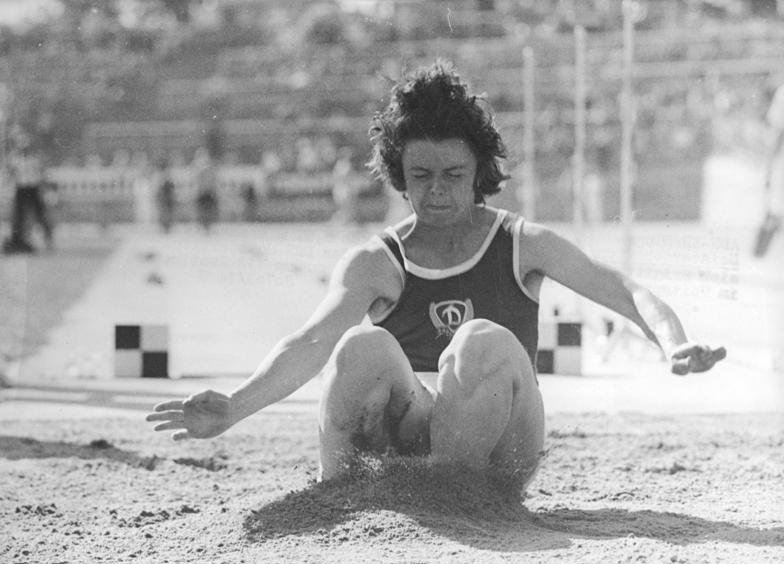
Die Olympiazweite von 1980 und EM-Vierte von 1978 Brigitte Wujak wurde Zehnte in diesem Finale

## Videolink
- Athens 1982 Athletics European Championship Long Jump Biomechanics, www.youtube.com, abgerufen am 10. Dezember 2022